# Józef Flik
Józef Flik (ur. 16 marca 1936 w Bydgoszczy, zm. 27 grudnia 2021 w Toruniu) – polski zabytkoznawca i konserwator sztuki.
W 1957 roku ukończył studia na Wydziale Sztuk Pięknych Uniwersytetu Mikołaja Kopernika i podjął pracę w Muzeum Okręgowym w Toruniu. Był w nim jednym z organizatorów Pracowni Konserwacji Malarstwa i Rzeźby. W 1967 został głównym konserwatorem muzeum, a w 1969 po uzyskaniu stopnia doktora jego wicedyrektorem ds. naukowych.  
W 1984 podjął pracę w Instytucie Zabytkoznawstwa i Konserwatorstwa UMK. W 1987 uzyskał stopień doktora habilitowanego na Akademii Sztuk Pięknych w Krakowie. 28 listopada 1994 uzyskał tytuł profesora sztuk plastycznych. 
W latach 1999–2002 był prodziekanem, a od 2002 do 2005 roku dziekanem Wydziału Sztuk Pięknych UMK. 
Jego zainteresowania naukowe skupiają się m.in. na  XVI- i XVII-wiecznym malarstwie portretowym i epitafijnym. Był autorem rekonstrukcji pierwotnego wyglądu portretu Mikołaja Kopernika z konwalią. 

## Wybrane publikacje
- Portret Mikołaja Kopernika z Muzeum Okręgowego w Toruniu: studium warsztatu malarskiego (1990, ISBN 83-231-0213-9)
- Tryptyk koronacji Najświętszej Marii Panny z 1450 roku z kościoła seminaryjnego we Włocławku: (historia, technika, konserwacja) (1995, ISBN 83-231-0674-6)
- Epitafium Mikołaja Kopernika w bazylice katedralnej świętych Janów w Toruniu (1996, wspólnie z Janiną Kruszelnicką, ISBN 83-231-0747-5 )
- Poczet królów polskich w zbiorach Muzeum Okręgowego w Toruniu (2000, wspólnie z Beatą Herdzin, ISBN 83-87083-21-6)
- Tryptyk Sąd Ostateczny Hansa Memlinga z Muzeum Narodowego w Gdańsku: technologia i technika malarska  (2005, wspólnie z Justyną Olszewską-Świetlik, ISBN 83-231-1809-4)